# Karl‐Gustav Rosberg
Karl‑Gustav Rosberg, namnet stundom förkortat till K. G. Rosberg eller K‑G Rosberg, född den 25 maj 1887 i Örsjö socken, död 1958, var en svensk folkskollärare, facklig förbundsordförande och verkställande direktör. Hans uppdrag som offentlig person låg inom tre områden: han var representant för folkskollärarkåren och andra tjänstemän, hade offentliga statliga uppdrag, och var företagsledare i privat tjänst.

## Biografi
Karl‑Gustav Rosberg avlade organist‐ och kyrkosångarexamen 1904, folkskollärarexamen 1908, var lärare i Kiruna 1908–1909, och var därefter lärare vid Katarina norra folkskola i Stockholm under fyra decennier. Han var en av de främsta företrädarna för folkskollärarkåren när det gällde att tillvarataga kårens ekonomiska, rättsliga och utbildningsmässiga intressen. Han blev 1919 kassör i det nybildade Sveriges folkskollärarförbund, senare dess sekreterare, och 1934–1949 dess ordförande. Han tog 1946 initiativ till Federationen Sverige allmänna folkskolärarförening, och  var dess ordförande från 1947. Han var vice ordförande i Tjänstemännens centralorganisation 1937–44, och ordförande i dess statstjänstemannasektion 1944–1948.
Han blev ledamot av Indexnämnden 1943, av Statens lönenämnd 1944, av Svenska institutets råd 1945, och av Dyrortsnämnden 1947. Han tillhörde 1945 års seminariesakkunniga.
År 1947 efterträdde han Magnus Bergvall som verkställande direktör för AB Magnus Bergvalls förlag; han avgick av hälsoskäl 1954. Sedan 1947 var han också ledamot av styrelsen för Magnus Bergvalls stiftelse.